# The Killer - Ritratto di un assassino
The Killer - Ritratto di un assassino è un thriller del 1999, diretto da Hampton Fancher.
Il film è incentrato sulla vita di un serial killer.

## Trama
Vann Siegert è un serial killer che avvelena le sue vittime; da voce narrante del film, spiega che lo fa per aiutarli a morire senza dolore. Dopo aver ucciso una eroinomane soprannominata Casper, con cui si è incontrato in un bar, simula una overdose e si trasferisce in una nuova città.
Il giorno dopo, arriva a casa di Doug e Jane Durwin e affitta la stanza della loro figlia che è fuori sede all'università. Doug gli consiglia di cercare lavoro all'ufficio postale, dato che stanno assumendo lavoratori stagionali per Natale.
Vann viene mostrato mentre recupera un kit da sotto la sua auto. Contiene il veleno che usa sulle sue vittime, che colloca in una fiasca e si riempie di amaretto.
Doug porta Vann a una partita di football del liceo, dove incontra Gene, un atleta, e la sua famiglia. Pochi giorni dopo, Vann offre un giro al ragazzo e lo uccide, seppellendo il suo corpo su una spiaggia. Mentre sta scavando la tomba, Vann ha una conversazione immaginaria con due detective, Blair e Graves, che lo opprimono, facendo domande incalzanti sui suoi metodi. In tutto il film, Vann ha conversazioni immaginarie con i due detective.
Vann aiuta la città a cercare l'atleta scomparso e presenzia persino al suo funerale. Vann rivela che uccidere Gene ha infranto due delle sue regole personali: non uccidere nessuno che conosci e non uccidere nessuno della tua città.
I suoi legami con la comunità crescono, mentre gli vengono date maggiori responsabilità all'ufficio postale. Una delle sue colleghe, Ferrin, lo corteggia timidamente. Doug porta Ferrin alla spiaggia. La coppia si scambia un abbraccio imbarazzante, proprio nel punto in cui Vann ha seppellito il giocatore di football.
Il giorno di Natale Vann va in un ristorante e sceglie un'altra vittima. Lei lo invita a casa sua, dove si rivela essere una pittrice dilettante. Qualcosa nel suo lavoro lo disturba e lui fugge. Vann ritorna al ristorante e fa scivolare il veleno nell'acqua di un uomo che mangia da solo. Un'autopsia rivela che la morte era il risultato di un veleno raro derivato dal fungo della corteccia di albero trovato nel nord-ovest della costa del Pacifico. Il veleno è quindi collegato all'omicidio della Casper. Il corpo del giovane atleta viene trovato e anch'esso collegato allo stesso veleno. Vann sa che alla fine la polizia scoprirà che gli omicidi sono legati a lui. Mentre si guarda allo specchio, si toglie i capelli dalla giacca e li mette in una busta sulla quale scrive "FERRiN".
Jane viene trovata morta per un colpo alla nuca. La polizia sospetta di Doug, ma Vann è preoccupato che l'esito dell'esame aiuti la polizia a scoprirlo. Durante un appuntamento con Ferrin, cerca di fare sesso, assalendola, ma lei è terrorizzata e Vann se ne va.
Il giorno dopo arriva la polizia e arresta Doug per l'omicidio di Jane. Vann imballa le sue cose. Prima di lasciare la città, mette la sua uniforme postale e la busta con la scritta "FERRiN", contenente il campione dei suoi capelli, in una cassetta della posta. Il film termina mentre guida sull'autostrada, dicendo che vuole condurre una vita più regolare una volta arrivato a destinazione. Viene inseguito da un poliziotto che in precedenza si era avvicinato a lui sulla spiaggia.